# NGC 3
NGC 3 é uma galáxia lenticular (S0) localizada na direcção da constelação de Pisces. Possui uma declinação de +08° 18' 05" e uma ascensão recta de 0 horas, 07 minutos e 16,8 segundos.
A galáxia NGC 3 foi descoberta em 29 de Novembro de 1864 por Albert Marth.